# Petr Čech
Petr Čech (phát âm tiếng Séc: [ˈpɛtr̩ ˈtʃɛx] ⓘ; sinh ngày 20 tháng 5 năm 1982) là cựu cầu thủ bóng đá người Cộng hòa Séc từng thi đấu ở vị trí thủ môn cho câu lạc bộ Chelsea và Arsenal. Anh từng thi đấu cho các câu lạc bộ Viktoria Plzeň, Chmel Blšany, AC Sparta Praha, và Rennes trước khi gia nhập Chelsea vào tháng 7 năm 2004. Anh được đưa vào đội hình tiêu biểu của Euro 2004 sau khi đưa Cộng hòa Séc vào bán kết Euro 2004. Čech còn được bầu chọn là thủ môn xuất sắc nhất thế giới vào năm 2005. Anh từng là thành viên của đội tuyển bóng đá quốc gia Cộng hòa Séc, khoác áo đội tuyển quốc gia từ năm 2002 đến năm 2016. Ngày 30 tháng 5 năm 2019, Petr Čech giã từ sự nghiệp thi đấu quốc tế sau 20 năm thi đấu chuyên nghiệp. Anh hiện là giám đốc thể thao cho Chelsea. HIện anh đang là thủ môn khúc côn cầu trên băng bán chuyên nghiệp.

## Sự nghiệp thi đấu câu lạc bộ

### Sparta Praha và Rennes
Čech bắt đầu thi đấu bóng đá ở vị trí tiền đạo cho đội trẻ của câu lạc bộ quê nhà FC Viktoria Plzeň tại Plzen. Tuy nhiên vào năm anh 10 tuổi, 1 chấn thương nặng làm anh gãy chân khiến anh phải chuyển xuống chơi ở vị trí thủ môn, từ đó anh nhanh chóng thích và gắn bó với vị trí này.
Năm 17 tuổi (1999), Čech chuyển sang thi đấu cho câu lạc bộ FK Chmel Blšany và anh gắn bó với câu lạc bộ này đến năm 2001.
Mùa giải 2001—2002, thủ môn trẻ tài năng này chuyển sang thi đấu cho câu lạc bộ hàng đầu ở Cộng hòa Séc AC Sparta Praha với phí chuyển nhượng 700 000 €. Tại đây anh đã lập kỷ lục giữ sạch lưới trong 855 phút thi đấu và tại UEFA Champions League năm đó, anh đã khiến các chân sút FC Bayern München phải nản lòng và chỉ thủng lưới bàn đầu tiên lại lượt đấu thứ 5.
Tài năng của Čech nhanh chóng được các nhà tuyển trạch viên của các câu lạc bộ lớn khác tại châu Âu dòm ngó. Sau đúng 1 mùa giải thi đấu cho Sparta Praha, Čech gia nhập câu lạc bộ Pháp Stade Rennais FC vào tháng 7 2002 với phí chuyển nhượng là 5 triệu €. Phong độ của thủ môn này đưa Rennes vào đến tận bán kết Cúp bóng đá Pháp năm 2003 và cán đích ở vị trí thứ 9 tại Ligue 1 ở mùa giải 2003/2004.

### Chelsea

#### Giai đoạn đầu tại Chelsea
Huấn luyện viên Claudio Ranieri là người đã đưa Čech về Chelsea FC với ý định thay thế Carlo Cudicini. Rennes cuối cùng đã đồng ý để Čech gia nhập Chelsea vào tháng 2 năm 2004 với phí chuyển nhượng là 7 triệu £ (10.3 triệu €) tức là hơn gấp đôi số tiền Rennes bỏ ra để có được anh. Čech ký với Chelsea một bản hợp đồng có thời hạn 5 năm và anh sẽ chính thức thi đấu cho Chelsea vào tháng 7 2004, sau khi Euro 2004 kết thúc.
Khi Čech chính thức thi đấu cho Chelsea cũng là lúc huấn luyện viên Jose Mourinho chính thức dẫn dắt câu lạc bộ này sau khi cùng Porto giành chức vô địch UEFA Champions League 2003-04. Huấn luyện viên người Bồ Đào Nha này nhanh chóng giao vị trí thủ môn chính thức cho Cech và trận đấu đầu tiên của anh cho Chelsea là trận gặp Manchester United vào ngày 15 tháng 8 2004 tại Premier League. Cech đã giữ sạch lưới thành công trong trận đấu đó và chung cuộc Chelsea thắng 1-0.
Ngay mùa giải đầu tiên thi đấu cho Chelsea, Čech đã lập kỷ lục giữ sạch mành lưới trong 1025 phút thi đấu tại Premier League và kỉ lục này chỉ bị phá bởi thủ môn người Hà Lan Edwin van der Sar của Manchester United vào ngày 27 tháng 1 năm 2009. Anh được nhận một phần thưởng đặc biệt của FA vì thành tích trên và nhận luôn danh hiệu Găng tay vàng ở cuối mùa giải vì đã có 25 trận không thủng lưới và cả mùa giải anh chỉ để lọt lưới 15 bàn. Tuy nhiên thành công lớn nhất của Čech và các đồng đội tại Chelsea năm đó là chức vô địch Premier League sau 50 năm của Chelsea. Còn tại UEFA Champions League, Čech đã thi đấu vô cùng xuất sắc trong trận đấu ở vòng 1/16 gặp Barcelona và vòng tứ kết gặp Bayern Munich, góp phần đưa Chelsea vào bán kết gặp Liverpool nhưng Chelsea cuối cùng đã thất bại. Thành tích trên giúp anh có mặt trong 50 cầu thủ bóng đá được đề cử cho danh hiệu Quả bóng vàng châu Âu.
Ngày 1 tháng 2 2006, Čech gia hạn hợp đồng với Chelsea đến 2010.. Mùa giải Premier League 2005/2006, Čech tiếp tục cùng Chelsea giành danh hiệu vô địch Premier League lần thứ 2 liên tiếp và mùa giải này anh để thủng lưới 22 bàn sau 38 trận đấu.

#### Chấn thương đầu nghiêm trọng
Ngày 14 tháng 10 năm 2006, trong trận gặp Reading tại sân Madejski, ngay phút thứ 1 Čech và tiền vệ Stephen Hunt của Reading đã có 1 pha va chạm rất mạnh khiến anh phải rời sân ngay lập tức được đưa đến một bệnh viện địa phương là Royal Berkshire. Nhưng sau đó, do tính nghiêm trọng của chấn thương ở đầu, Cech được chuyển đến khoa chấn thương sọ não của bệnh viện Oxford's Radcliffe lớn hơn và phải trải qua cuộc phẫu thuật ở đây. Ca mổ được thực hiện thành công nhưng thời gian để có thể trở lại thi đấu của Čech là vô định. Cũng trong trận đấu trên, thủ môn dự bị cho Čech là Carlo Cudicini cũng chấn thương trong lúc va chạm khiến Chelsea phải sử dụng thủ môn số 3 Henrique Hilário cho trận đấu gặp Barcelona tại UEFA Champions League.
Huấn luyện viên José Mourinho đã giận dữ nói "Anh ấy còn sống là 1 điều may mắn". và ban lãnh đạo Chelsea FC đã có những động thái nhằm gây sức ép lên FA yêu cầu có những hình thức kỷ luật nặng với Stephen Hunt vì pha va chạm trên.
Čech trở về nhà từ bệnh viện vào ngày 24 tháng 10 2006 và Chelsea tuyên bố anh chỉ có thể thi đấu trở lại sau 3 tháng. Về phần Čech, thủ môn này nói rằng anh không hề nhớ gì về pha va chạm và cảm ơn mọi người đã ủng hộ anh vượt qua khó khăn..

#### Sự trở lại của Čech
Čech có trận đấu trở lại sau chấn thương trong trận gặp Liverpool vào ngày 20 tháng 1 2007 với 1 chiếc mũ bảo hộ đặc biệt dành cho môn bóng bầu dục ở trên đầu. Chiếc nón này được làm theo đơn đặt hàng đặc biệt từ công ty Canterbury của New Zealand. Việc anh đội chiếc mũ này cũng gây ra va chạm giữa anh và nhà tài trợ của Chelsea Adidas vì họ không muốn thấy 1 cầu thủ Chelsea mang nhãn hiệu của 1 hãng thể thao khác nhưng cuối cùng mâu thuẫn đã được hòa giải. Kể từ đó cho đến khi giải nghệ, người ta vẫn thường thấy Čech đội chiếc mũ này khi ra sân thi đấu, mặc dù anh đã qua khỏi chấn thương từ rất lâu trước đó.
Tuy Chelsea thua Liverpool 2-0 trong trận đấu đó nhưng một thời gian ngắn sau, Čech lại có 810 phút không để thủng lưới tại Premier League. Ngày 11 tháng 4 2007, Čech được nhận danh hiệu cầu thủ xuất sắc nhất trong tháng của FA Premier League. Thành tích này kết thúc khi Carlos Tévez ghi bàn trong trận Chelsea thắng West Ham United 4-1 vào ngày 18 tháng 4 2007.
Mùa giải 2006/2007 khép lại với chiến thắng 1-0 của Chelsea FC trước Manchester United tại chung kết cúp FA. Đây cũng là danh hiệu FA Cup đầu tiên Čech có được kể từ khi gia nhập Chelsea. Còn tại Giải bóng đá ngoại hạng Anh 2006-07, Chelsea chỉ xếp thứ 2 sau MU và thất bại trước Liverpool tại bán kết UEFA Champions League 2006-07.

#### Mùa giải 2007–08

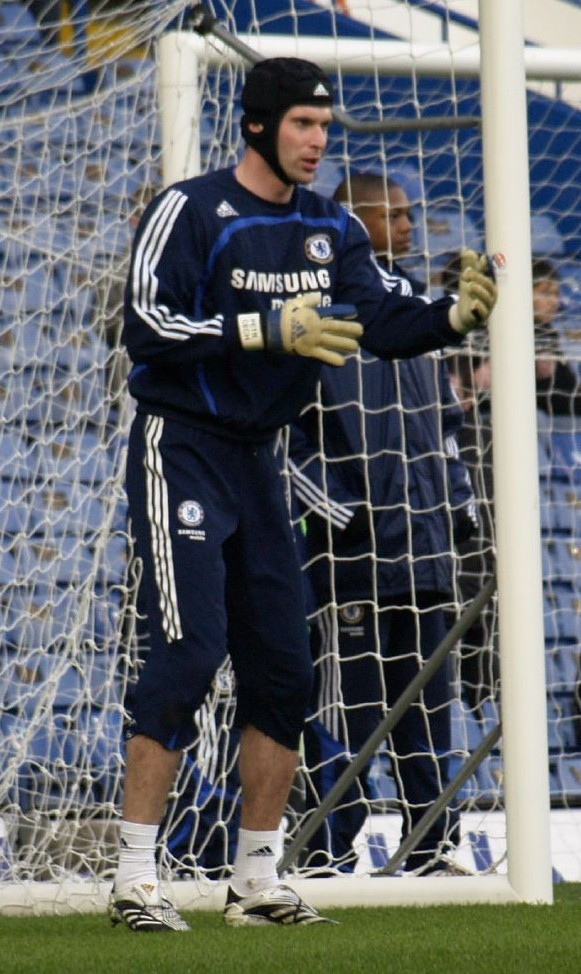
Čech tập luyện với Chelsea năm 2008.

Trong buổi lễ bốc thăm chia bảng vòng đấu bảng UEFA Champions League 2007-08, Čech nhận danh hiệu Thủ môn xuất sắc nhất UEFA Champion League 2006/2007. Ngày 7 tháng 11 2007, Čech đã phải rời sân nhường vị trí cho Carlo Cudicini ngay sau giờ nghỉ giải lao trong trận đấu giữa Chelsea FC và Schalke 04 tại UEFA Champions League 2007-08 trên sân Veltins-Arena. Kết quả buổi chụp cắp lớp đã xác nhận bắp chân phải của anh đã bị rách.. Khi anh vào sân trở lại đã mắc phải sai lầm trong lúc lao ra tranh cướp bóng dẫn đến bàn thua duy nhất trong trận Arsenal thắng Chelsea 1-0 vào ngày 17 tháng 12. Ngay sau đó anh đã gửi lời xin lỗi đến các cổ động viên Chelsea vì sai lầm trên của anh đã khiến Arsenal bỏ xa Chelsea đến 6 điểm trong bảng xếp hạng Premier League..
Tại trận chung kết League Cup gặp Tottenham Hotspur, Čech đã có pha đấm bóng giải nguy trúng đầu trung vệ Jonathan Woodgate đi luôn vào lưới đem về chức vô địch cho Tottenham Hotspur. Vận rủi tiếp tục đeo bám anh khi 1 chấn thương trong lúc tập luyện không cho phép anh dự trận đấu với Arsenal tại Premier League 2007-08 và 2 trận tứ kết UEFA Champions League 2007-08 gặp Fenerbahce.
Ngày 7 tháng 4, anh tiếp tục gặp chấn thương nặng ở vùng mặt, sau tình huống va chạm với đồng đội Tal Ben Haim. Ngay khi xảy ra sự việc, nhiều cầu thủ Chelsea lo lắng về tình trạng của Cech bởi anh từng phải tham gia phẫu thuật sọ não. Petr Cech lập tức được chuyển vào bệnh viện Saint John-Saint Elizabeth gần đó để tiến hành khâu những vết rách ở mặt. Các bác sĩ cho biết, họ đã khâu 30 mũi ở dưới cằm và 20 mũi khác trên mặt,. Tuy nhiên 1 tuần sau đó anh đã trở lại trong trận gặp Wigan vào ngày 14 tháng 4 và trận đấu kết thúc với tỉ số 1-1.
Trận đấu quan trọng nhất trong mùa giải của Chelsea và Čech là trận chung kết UEFA Champion League 2007/2008 gặp Manchester United vào ngày 21 tháng 5. Trong hiệp 1 trận đấu, tuy để Cristiano Ronaldo ghi bàn mở tỉ số nhưng Čech đã thi đấu xuất sắc, đặc biệt là tình huống cản phá cú sút của Michael Carrick. Trong loạt sút luân lưu khi trận đấu có tỉ số 1-1 sau 120 phút thi đấu, Čech đã đỡ được cú sút của Ronaldo nhưng sau đó 2 cú sút hỏng ăn của John Terry và Nicolas Anelka sau đó đã đem về danh hiệu vô địch UEFA Champions League 2007-08 về cho Manchester United.

#### Mùa giải 2008–09

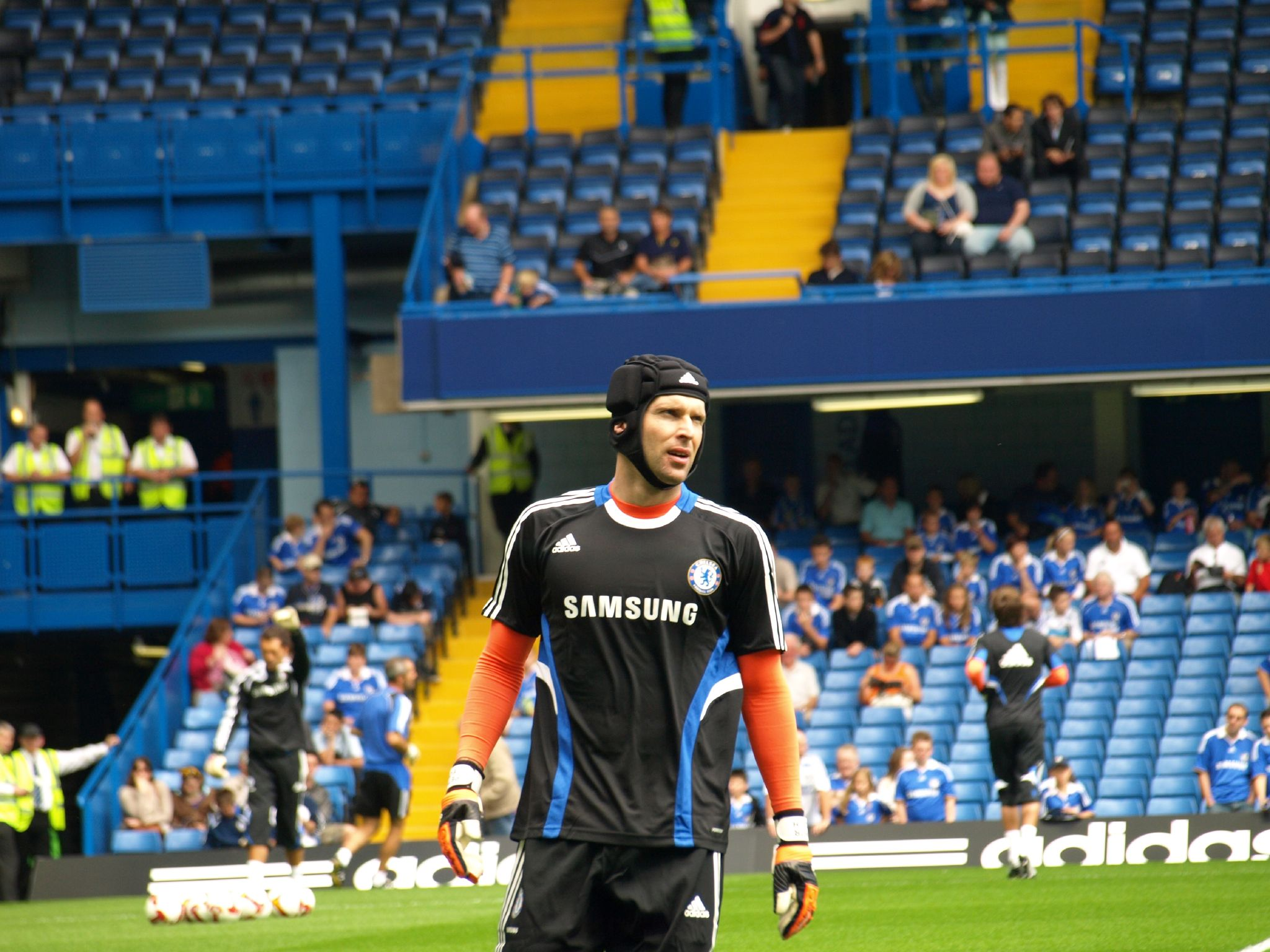
Čech trước trận đấu đầu tiên của Chelsea trong mùa giải 2008–09 gặp Portsmouth.

Čech ký hợp đồng mới có thời hạn 5 năm vào tháng 7 năm 2008 để giữ anh ở lại Chelsea cho đến năm 2013.  Chelsea bắt đầu mùa giải 2008–09 với phong độ tốt, chỉ để thủng lưới 7 bàn sau 17 trận và giữ sạch lưới 11 trận, 10 trong số đó có Čech in khung thành. [ cần dẫn nguồn ]
Vào tháng 11 năm 2008, Chelsea đánh bại Sunderland với tỷ số 5–0 trên sân nhà Stamford Bridge , trận đấu đánh dấu trận thứ 100 Čech chơi cho Chelsea mà không để thủng lưới bàn nào.  Chelsea đã có chiến thắng 1–0 trước Juventus tại Champions League trong lần ra sân thứ 200 cho câu lạc bộ, và anh cũng góp mặt trong chiến thắng 1–0 trên sân khách tại Villa Park trước Aston Villa , nhờ công của Gabriel Agbonlahor và Gareth Barry . Tuần sau, Čech đã giúp Chelsea tiến lên vị trí thứ hai trong giải đấu bằng cách cứu thua từ Paul Scharnertrong hiệp một trước Wigan Athletic tại Stamford Bridge, nơi Chelsea giành chiến thắng 2-1. Ech giữ sạch lưới liên tiếp trong các chiến thắng của Chelsea trước Portsmouth và Coventry City giúp đội bóng của anh ấy củng cố vị trí của họ ở Premier League trong khi tiến vào bán kết FA Cup . Čech cũng đã thực hiện các pha cứu thua từ Dirk Kuyt và Xabi Alonso khi Chelsea đánh bại Liverpool 3–1 tại Anfield trong trận lượt đi tứ kết Champions League. [ cần dẫn nguồn ]
Trong trận đấu quan trọng tại Premier League vào tháng 4 năm 2009, khi Chelsea dẫn trước Bolton Wanderers 4-0 , huấn luyện viên của Chelsea, Guus Hiddink đã loại cả Didier Drogba và Frank Lampard chỉ để Bolton ghi ba bàn thắng muộn. Čech. Tuy nhiên, Čech đã đáp trả khi cản phá một quả phạt đền từ Mark Noble trong chiến thắng 1–0 của Chelsea tại Boleyn Ground trước West Ham.  Anh cũng giữ sạch lưới trong trận đấu tiếp theo với Barcelona trong trận bán kết lượt đi Champions League. Sau chiến thắng 3–2 trước Sunderland tại Sân vận động Ánh sáng, Čech và Chelsea đã kết thúc mùa giải với hàng thủ chặt chẽ nhất ở Premier League cùng với Manchester United, chỉ để thủng lưới 24 bàn trong cả mùa giải.  Mặc dù để thủng lưới bàn thắng nhanh nhất trong lịch sử các trận chung kết FA Cup , Čech đã giúp Chelsea giành chiến thắng trong trận Chung kết FA Cup 2009 trước Everton . Chelsea giành chiến thắng 2-1, mang về cho Séc chiếc cúp thứ bảy tại câu lạc bộ.
Cựu huấn luyện viên của Chelsea, Luiz Felipe Scolari đã cáo buộc Čech, Michael Ballack và Drogba là nguyên nhân gây ra việc sa thải ông, nói rằng họ "không chấp nhận phương pháp huấn luyện hoặc yêu cầu của tôi". Scolari cũng nói rằng nó xuất phát từ một cuộc tranh cãi giữa anh và thủ môn người CH Séc về việc người này bị cáo buộc đòi được trao cho một huấn luyện viên cá nhân. Čech phủ nhận những cáo buộc nói rằng anh ấy "thất vọng với [Scolari] vì chưa bao giờ trong đời tôi có một huấn luyện viên thủ môn riêng".

#### Mùa giải 2011–12: Chức vô địch UEFA Champions League trong mùa giải đầy bão tố
Čech bắt đầu trận mở màn Premier League mùa giải 2011–12 của Chelsea trên sân khách trước Stoke City, kết thúc với tỷ số 0–0. Vào ngày 18 tháng 8 năm 2011, Čech đã phải nghỉ thi đấu tới 4 tuần sau khi anh ấy dính chấn thương đầu gối trong quá trình luyện tập. Anh ấy trở lại ba tuần sau gặp Sunderland, trong đó Chelsea thắng 2-1. Anh ấy đã giữ sạch lưới trong trận đấu đầu tiên của mùa giải Champions League của Chelsea trong chiến thắng 2–0 trước Bayer Leverkusen. Vào ngày 27 tháng 2, Čech được công bố là Cầu thủ xuất sắc nhất năm 2011 của CH Séc, lần thứ năm giành được giải thưởng này. Vào ngày 24 tháng 3, Čech chơi trận thứ 250 tại giải đấu cho Chelsea trước Tottenham Hotspur trong trận hòa 0–0 tại Stamford Bridge. Čech đã cản phá một quả phạt đền trong hiệp phụ trước đồng đội cũ Arjen Robben, và hai quả phạt đền trong loạt sút luân lưu sau đó, trong trận chung kết Champions League 2012 với Bayern Munich , dẫn đến chiến thắng Champions League đầu tiên cho Chelsea.  Čech được mệnh danh là Người hâm mộ của trận đấu sau màn trình diễn anh hùng của anh ấy trong bàn thắng cho The Blues. Với chức vô địch Champions League, Čech trở thành người Séc thứ tư vô địch giải đấu này. Anh kết thúc mùa giải bằng việc ký hợp đồng mới 4 năm với Chelsea vào tháng 5, giữ anh ở lại câu lạc bộ cho đến cuối mùa giải 2015–16.

### Arsenal

#### 2015–16: Găng tay vàng thứ 4, á quân Ngoại hạng Anh

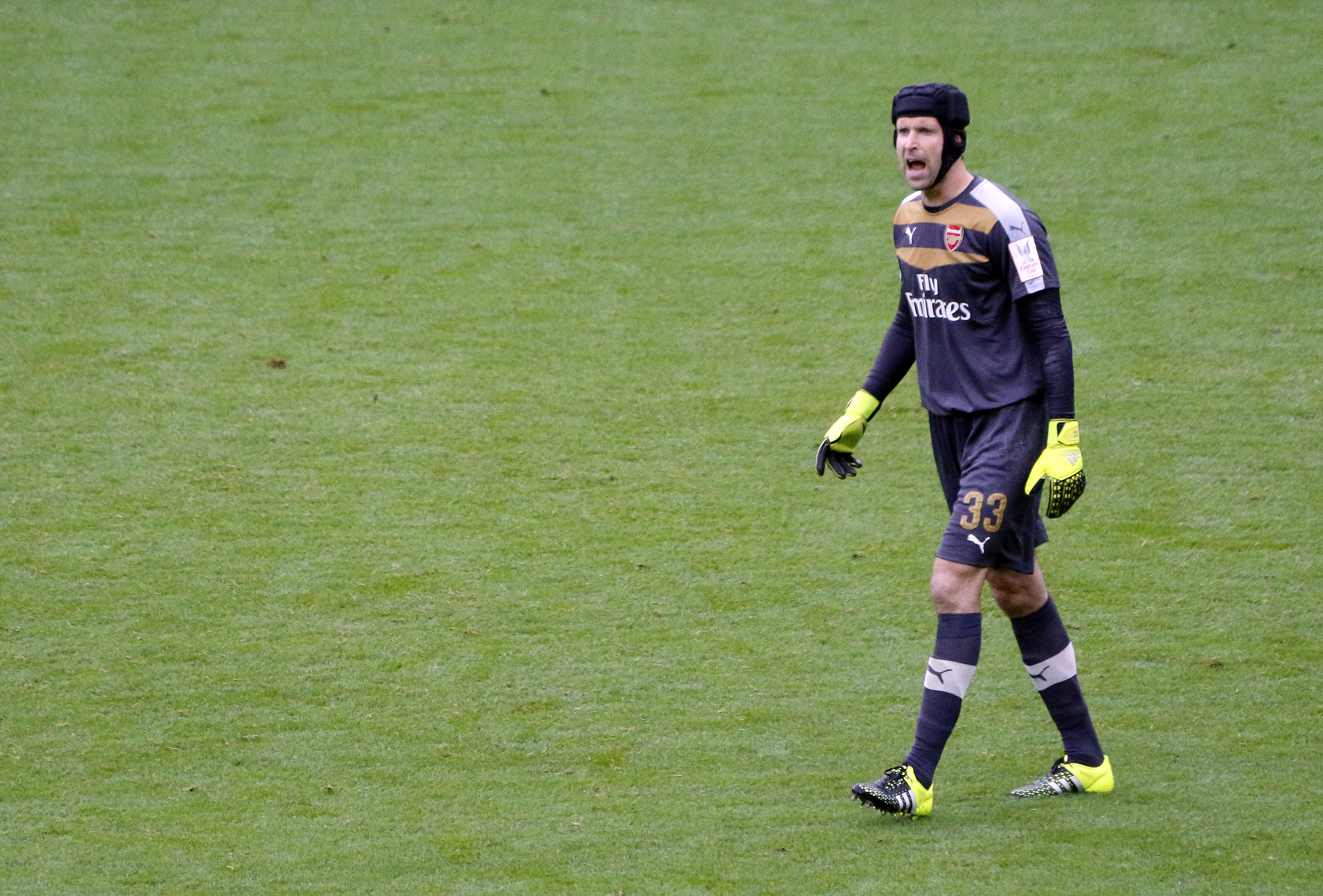
Čech chơi cho Arsenal tại Emirates Cup 2015

Ngày 29 tháng 6 năm 2015, Petr Čech chính thức chuyển đến Arsenal thi đấu theo một bản hợp đồng trị giá khoảng 11 triệu £ cùng mức lương 100.000 £ một tuần. Tại Arsenal Čech sẽ khoác lên mình chiếc áo số 33. Sự ra đi của Wojciech Szczęsny tới Roma dưới dạng cho mượn khiến Čech được ưu tiên lựa chọn trước David Ospina. Bản thân anh đã bị dọa giết sau khi gia nhập đội. Vào ngày 2 tháng 8, Čech đã giành được danh hiệu đầu tiên với Arsenal sau khi đánh bại đội bóng cũ Chelsea 1–0 tại FA Community Shield 2015. Một tuần sau, anh có trận ra mắt tại Ngoại hạng Anh cho Arsenal trong trận thua 2–0 trên sân nhà trước West Ham. Vào ngày 20 tháng 10, anh có trận đấu đầu tiên tại Champions League cho Arsenal trong chiến thắng 2–0 trước Bayern Munich.
Čech có trận giữ sạch lưới thứ 170 trong chiến thắng 2–0 trước AFC Bournemouth vào ngày 28 tháng 12 năm 2015, trở thành thủ môn giữ sạch lưới nhiều nhất trong lịch sử Premier League. Cụ thể, Čech có 170 trận không cho đối phương ghi bàn, nhiều hơn kỷ lục cũ của David James 1 trận. Vào ngày 2 tháng 3 năm 2016, anh phải ngồi ngoài vì chấn thương bắp chân trong trận đấu với Swansea. Vào ngày 2 tháng 4, anh dự bị trong trận gặp Watford và trở lại sân vào ngày 17 tháng 4 trước Crystal Palace trong trận hòa 1-1 và dẫn dắt Arsenal giành chiến thắng thứ 500 tại Ngoại hạng Anh vào ngày 21 tháng 4 trước West Brom. Khi kết thúc mùa giải đầu tiên với Arsenal, anh được bầu chọn là Thủ môn của mùa giải vì đã giành được Găng tay vàng với một hàng phòng ngự kém hiệu quả.

#### 2016–17: Vô địch FA Cup

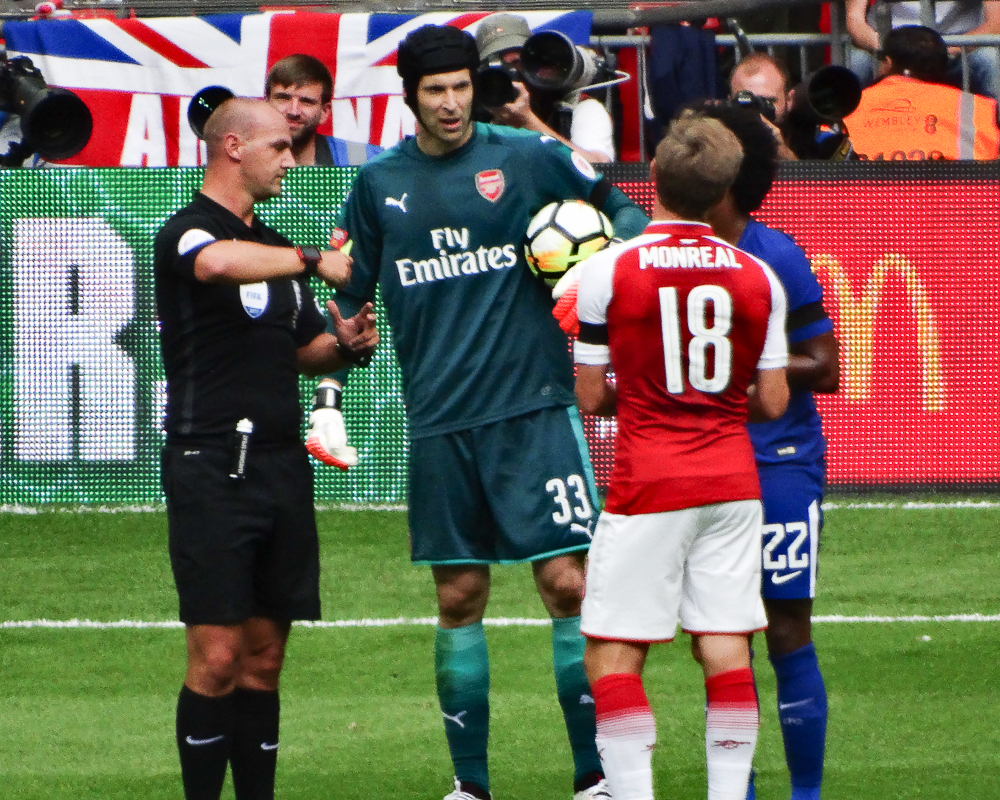
Čech bắt chính trong trận siêu cup Anh 2017 với đội bóng cũ Chelsea

Čech đã được trao băng đội trưởng cho Arsenal trong trận thua 4–3 trên sân nhà trước Liverpool. Vào tháng 9 năm 2016, anh ra sân trọn vẹn trong chiến thắng 3–0 trước đội bóng cũ Chelsea tại Emirates. Trong mùa giải này, Cech đã nhận được những lời chỉ trích từ các cổ động viên Arsenal vì không thể chơi bóng bằng chân nhưng trong khi đó anh ấy lại có số lần cản phá nhiều thứ ba trong số tất cả các thủ môn ở Premier League, anh ấy đã biến anh ấy thành một "thủ môn quét". Čech một lần nữa được giữ băng đội trưởng vào ngày 10 tháng 5 năm 2017 trong chiến thắng 2–0 trước Southampton tại Sân vận động St Mary. Čech phải ngồi ngoài cho trận Chung kết FA Cup do chấn thương, nhưng Arsenal đã đánh bại Chelsea 2-1. Čech đã giành được FA Cup lần thứ 5, và Arsenal trở thành câu lạc bộ thành công nhất trong lịch sử giải đấu với 13 lần vô địch.

#### 2017–19: Phá kỷ lục và giải nghệ

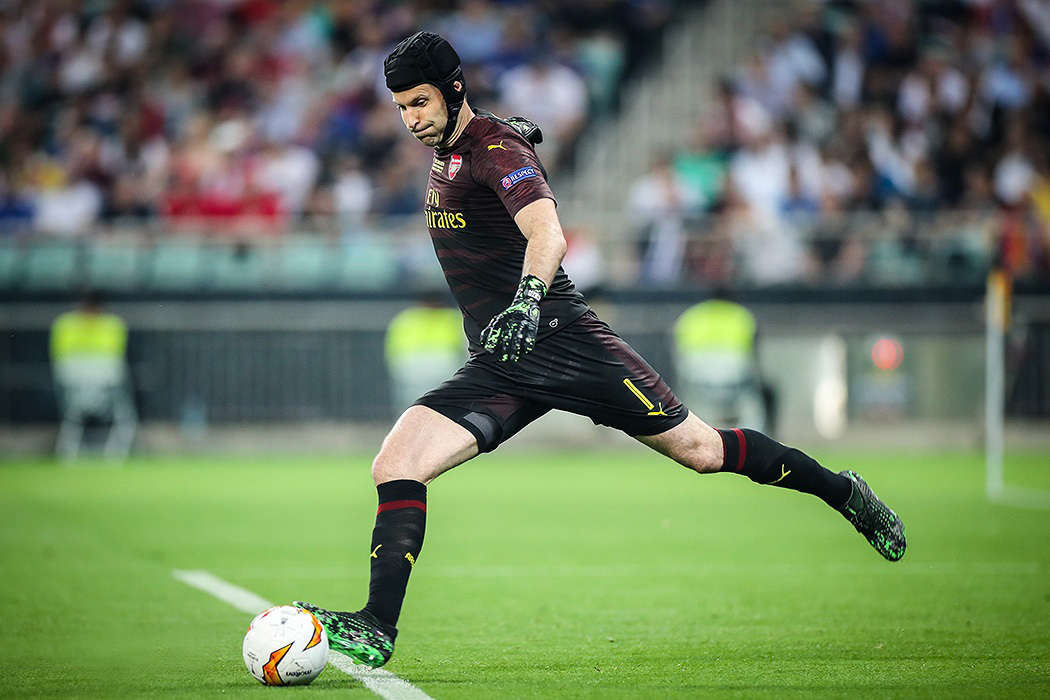
Čech trong trận chung kết UEFA Europa League 2019

Čech bắt chính trong trận siêu cup Anh 2017 với đội bóng cũ Chelsea; sau khi hòa 1-1 sau thời gian chính, Arsenal thắng 4–1 trong loạt sút luân lưu. Čech sau đó đã giữ chiếc băng đội trưởng Arsenal trong chiến thắng 4–3 ngày khai mạc trên sân nhà trước Leicester City.
Vào ngày 11 tháng 3 năm 2018, Čech trở thành thủ môn đầu tiên có 200 trận giữ sạch lưới sau trận đấu với Watford, trong đó anh cản phá một quả phạt đền từ Troy Deeney.
Čech bắt đầu mùa giải 2018-19 với tư cách là sự lựa chọn hàng đầu cho tân HLV Unai Emery, nhưng sau đó đã mất vị trí vào tay tân binh Bernd Leno sau khi dính chấn thương gân khoeo trong trận đấu với Watford. Vào ngày 15 tháng 1 năm 2019, Čech thông báo qua Twitter rằng anh sẽ giải nghệ vào cuối mùa giải. Anh có trận đấu cuối cùng trong sự nghiệp của mình trong trận thua 4–1 trước đội bóng cũ Chelsea vào ngày 30 tháng 5 năm 2019 tại chung kết UEFA Europa League 2018–19.

## Sự nghiệp quốc tế

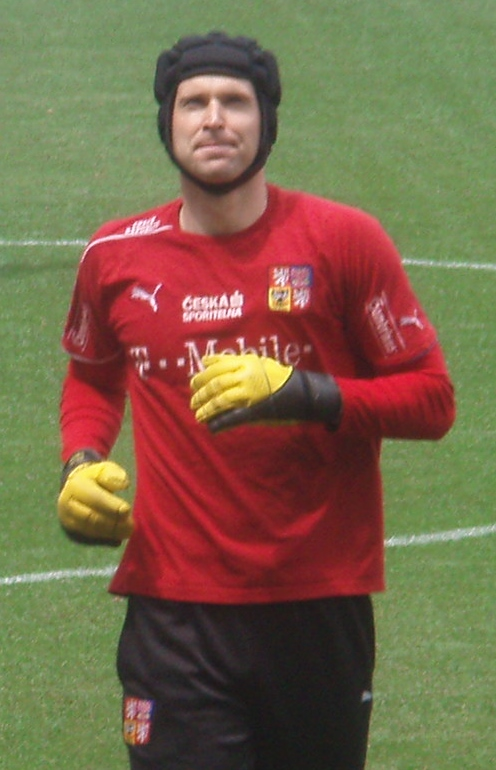
Čech tập luyện với Cộng hòa Séc năm 2010.

Čech được gọi vào Đội tuyển bóng đá quốc gia Cộng hòa Séc từ năm 2002. Anh có được vị trí thủ môn chính thức từ vòng loại Euro 2004 cho đến nay. Euro 2004 tổ chức tại Bồ Đào Nha là giải đấu lớn đầu tiên trong sự nghiệp nhưng anh đã thi đấu xuất sắc và cùng đội tuyển Cộng hòa Séc vào đến bán kết và thua Hy Lạp 1-0 bằng luật bàn thắng bạc. Anh được đưa vào đội hình tiêu biểu của giải đấu nhờ thành tích trên. Năm 2005, anh được bầu chọn là cầu thủ Cộng hòa Séc xuất sắc nhất trong năm.
Čech tiếp tục góp mặt cùng đội tuyển Cộng hòa Séc tại World Cup 2006 tổ chức tại Đức. Tại đây, Cộng hòa Séc đã thắng đội tuyển Mỹ 3-0 rồi để thua Ghana và Ý với cùng tỉ số 2-0 nên chung cuộc chỉ xếp hạng 3 trong bảng và bị loại ngay sau vòng đấu bảng World Cup 2006.
Ngày 21 tháng 8 2007, Petr Cech được bầu là cầu thủ Cộng hòa Séc xuất sắc nhất năm 2007 và đó cũng là lần thứ 3 liên tiếp thủ môn này nhận được danh hiệu cao quý trên. Ngày 17 tháng 10 2007, Čech trở thành đội trưởng đội tuyển quốc gia trong trận đấu gặp đội tuyển Đức tại vòng loại Euro 2008. Trận đấu đó Séc đã thắng Đức 3-0 và giành quyền tham dự Euro 2008 tại Áo và Thụy Sĩ.
Tại Euro 2008, ngày 7 tháng 6, Čech thi đấu xuất sắc trong trận khai mạc gặp chủ nhà Thụy Sĩ với nhiều pha cứu nguy xuất sắc để bảo toàn khoảng cách 1 bàn mong manh, giúp Séc thắng 1-0. Nhưng trong trận đấu cuối cùng của Cộng hòa Séc tại vòng bảng gặp Thổ Nhĩ Kỳ, 1 sai lầm đáng trách của anh trong lúc lao ra bắt bóng đã tạo điều kiện cho tiền đạo người Thổ Nhĩ Kỳ Nihat Kahveci san bằng tỉ số 2-2 và chỉ vài phút sau đó Nihat đã ghi bàn thắng ấn định tỉ số 3-2. Với kết quả này, Čech và đội tuyển Cộng hòa Séc đành ngậm ngùi chia tay Euro 2008.
Tại Euro 2012, Čech thi đấu đầy đủ cả ba trận của bảng A để kết thúc với vị trí đầu bảng với 6 điểm, tuy nhiên anh và các đồng đội đã phải dừng bước ở tứ kết sau khi để thua Bồ Đào Nha với tỉ số 0-1 bằng bàn thắng duy nhất của tiền đạo Cristiano Ronaldo của tuyển Bồ Đào Nha.
Sau kì Euro 2016 không thành công của đội tuyển Cộng hòa Séc (xếp cuối bảng D với chỉ vỏn vẹn 1 điểm, hòa 1 và thua 2, chỉ ghi được 2 bàn thắng và bị thủng lưới 5 bàn), Petr Čech tuyên bố giã từ sự nghiệp thi đấu quốc tế ở đội tuyển quốc gia sau 14 năm gắn bó.

## Thống kê sự nghiệp

### Câu lạc bộ
Tính đến ngày 29 tháng 5 năm 2019
| Câu lạc bộ          | Mùa giải            | Giải đấu            | Giải đấu      | Giải đấu     | Cúp quốc gia  | Cúp quốc gia | Cúp liên đoàn | Cúp liên đoàn | Châu lục      | Châu lục     | Khác          | Khác         | Tổng cộng     | Tổng cộng    |
| Câu lạc bộ          | Mùa giải            | Hạng đấu            | Số lần ra sân | Số bàn thắng | Số lần ra sân | Số bàn thắng | Số lần ra sân | Số bàn thắng  | Số lần ra sân | Số bàn thắng | Số lần ra sân | Số bàn thắng | Số lần ra sân | Số bàn thắng |
| ------------------- | ------------------- | ------------------- | ------------- | ------------ | ------------- | ------------ | ------------- | ------------- | ------------- | ------------ | ------------- | ------------ | ------------- | ------------ |
| Blšany              | 1999–2000           | Czech First League  | 2             | 0            | 1             | 0            | –             | –             | –             | –            | –             | –            | 3             | 0            |
| Blšany              | 2000–01             | Czech First League  | 25            | 0            | 0             | 0            | –             | –             | –             | –            | –             | –            | 25            | 0            |
| Tổng cộng           | Tổng cộng           | Tổng cộng           | 27            | 0            | 1             | 0            | –             | –             | –             | –            | –             | –            | 28            | 0            |
| Sparta Prague       | 2001–02             | Czech First League  | 27            | 0            | 3             | 0            | –             | –             | 12            | 0            | –             | –            | 42            | 0            |
| Tổng cộng           | Tổng cộng           | Tổng cộng           | 27            | 0            | 3             | 0            | –             | –             | 12            | 0            | –             | –            | 42            | 0            |
| Rennes              | 2002–03             | Ligue 1             | 37            | 0            | 4             | 0            | 0             | 0             | –             | –            | –             | –            | 41            | 0            |
| Rennes              | 2003–04             | Ligue 1             | 33            | 0            | 3             | 0            | 1             | 0             | –             | –            | –             | –            | 37            | 0            |
| Tổng cộng           | Tổng cộng           | Tổng cộng           | 70            | 0            | 7             | 0            | 1             | 0             | –             | –            | –             | –            | 78            | 0            |
| Chelsea             | 2004–05             | Premier League      | 35            | 0            | 0             | 0            | 2             | 0             | 11            | 0            | 0             | 0            | 48            | 0            |
| Chelsea             | 2005–06             | Premier League      | 34            | 0            | 0             | 0            | 0             | 0             | 7             | 0            | 1             | 0            | 42            | 0            |
| Chelsea             | 2006–07             | Premier League      | 20            | 0            | 6             | 0            | 2             | 0             | 8             | 0            | 0             | 0            | 36            | 0            |
| Chelsea             | 2007–08             | Premier League      | 26            | 0            | 1             | 0            | 3             | 0             | 9             | 0            | 1             | 0            | 40            | 0            |
| Chelsea             | 2008–09             | Premier League      | 35            | 0            | 6             | 0            | 1             | 0             | 12            | 0            | 0             | 0            | 54            | 0            |
| Chelsea             | 2009–10             | Premier League      | 34            | 0            | 2             | 0            | 0             | 0             | 6             | 0            | 1             | 0            | 43            | 0            |
| Chelsea             | 2010–11             | Premier League      | 38            | 0            | 3             | 0            | 0             | 0             | 9             | 0            | 0             | 0            | 50            | 0            |
| Chelsea             | 2011–12             | Premier League      | 34            | 0            | 7             | 0            | 2             | 0             | 13            | 0            | 0             | 0            | 56            | 0            |
| Chelsea             | 2012–13             | Premier League      | 36            | 0            | 5             | 0            | 3             | 0             | 15            | 0            | 4             | 0            | 63            | 0            |
| Chelsea             | 2013–14             | Premier League      | 34            | 0            | 1             | 0            | 0             | 0             | 10            | 0            | 1             | 0            | 46            | 0            |
| Chelsea             | 2014–15             | Premier League      | 7             | 0            | 2             | 0            | 4             | 0             | 3             | 0            | 0             | 0            | 16            | 0            |
| Tổng cộng           | Tổng cộng           | Tổng cộng           | 333           | 0            | 33            | 0            | 17            | 0             | 103           | 0            | 8             | 0            | 494           | 0            |
| Arsenal             | 2015–16             | Premier League      | 34            | 0            | 1             | 0            | 1             | 0             | 5             | 0            | 1             | 0            | 42            | 0            |
| Arsenal             | 2016–17             | Premier League      | 35            | 0            | 2             | 0            | 0             | 0             | 0             | 0            | 0             | 0            | 37            | 0            |
| Arsenal             | 2017–18             | Premier League      | 34            | 0            | 0             | 0            | 0             | 0             | 3             | 0            | 1             | 0            | 38            | 0            |
| Arsenal             | 2018–19             | Premier League      | 7             | 0            | 2             | 0            | 2             | 0             | 11            | 0            | 0             | 0            | 22            | 0            |
| Tổng cộng           | Tổng cộng           | Tổng cộng           | 110           | 0            | 5             | 0            | 3             | 0             | 19            | 0            | 2             | 0            | 139           | 0            |
| Tổng cộng sự nghiệp | Tổng cộng sự nghiệp | Tổng cộng sự nghiệp | 567           | 0            | 49            | 0            | 21            | 0             | 134           | 0            | 10            | 0            | 781           | 0            |

### Đội tuyển quốc gia
Tính đến 21 tháng 6 năm 2016
| Cộng hòa Séc | Cộng hòa Séc | Cộng hòa Séc |
| Năm          | Trận         | Bàn          |
| ------------ | ------------ | ------------ |
| 2002         | 7            | 0            |
| 2003         | 8            | 0            |
| 2004         | 13           | 0            |
| 2005         | 10           | 0            |
| 2006         | 10           | 0            |
| 2007         | 8            | 0            |
| 2008         | 9            | 0            |
| 2009         | 7            | 0            |
| 2010         | 6            | 0            |
| 2011         | 10           | 0            |
| 2012         | 10           | 0            |
| 2013         | 8            | 0            |
| 2014         | 6            | 0            |
| 2015         | 6            | 0            |
| 2016         | 6            | 0            |
| Tổng cộng    | 124          | 0            |

### Giữ sạch lưới
(G.S.L. = Giữ Sạch Lưới (số trận))
| Câu lạc bộ   | Mùa giải  | Trận | G.S.L. | G.S.L. % | Thẻ vàng | Thẻ đỏ |
| ------------ | --------- | ---- | ------ | -------- | -------- | ------ |
| Blšany       | 1999–00   | 1    | 0      | 0 %      | 0        | 0      |
| Blšany       | 2000–01   | 37   | 25     | 68 %     | 0        | 1      |
| Sparta Praha | 2001–02   | 27   | 17     | 63 %     | 0        | 0      |
| Rennes       | 2002–03   | 37   | 12     | 32 %     | 0        | 0      |
| Rennes       | 2003–04   | 33   | 12     | 36 %     | 1        | 0      |
| Chelsea      | 2004–05   | 48   | 21     | 57 %     | 0        | 0      |
| Chelsea      | 2005–06   | 42   | 17     | 50 %     | 1        | 0      |
| Chelsea      | 2006–07   | 36   | 13     | 65 %     | 3        | 0      |
| Chelsea      | 2007–08   | 40   | 15     | 71 %     | 0        | 0      |
| Chelsea      | 2008–09   | 54   | 19     | 54 %     | 1        | 0      |
| Chelsea      | 2009–10   | 43   | 17     | 50 %     | 0        | 1      |
| Chelsea      | 2010–11   | 50   | 7      | 78 %     | 0        | 0      |
| Chelsea      | 2011–12   | 56   | 15     | 39 %     | 1        | 0      |
| Chelsea      | 2012–13   | 63   | 20     | 32 %     | 2        | 0      |
| Chelsea      | 2013–14   | 46   | 22     | 48 %     | 1        | 0      |
| Chelsea      | 2014–15   | 16   | 8      | 50 %     | 0        | 0      |
| Arsenal      | 2015–16   | 42   | 20     | 48 %     | 0        | 0      |
| Arsenal      | 2016–17   | 37   | 13     | 35 %     | 2        | 0      |
| Arsenal      | 2017–18   | 38   | 12     | 32 %     | 1        | 0      |
| Arsenal      | 2018–19   | 22   | 9      | 41 %     | 1        | 0      |
| U-23 Chelsea | 2020–21   | 1    | 0      | 0 %      | 0        | 0      |
| Tổng cộng    | Tổng cộng | 782  | 341    | 43,6 %   | 14       | 2      |

Thống kê tất cả các trận trong một mùa giải. Cập nhật đến mùa giải 2020–21.

## Danh hiệu

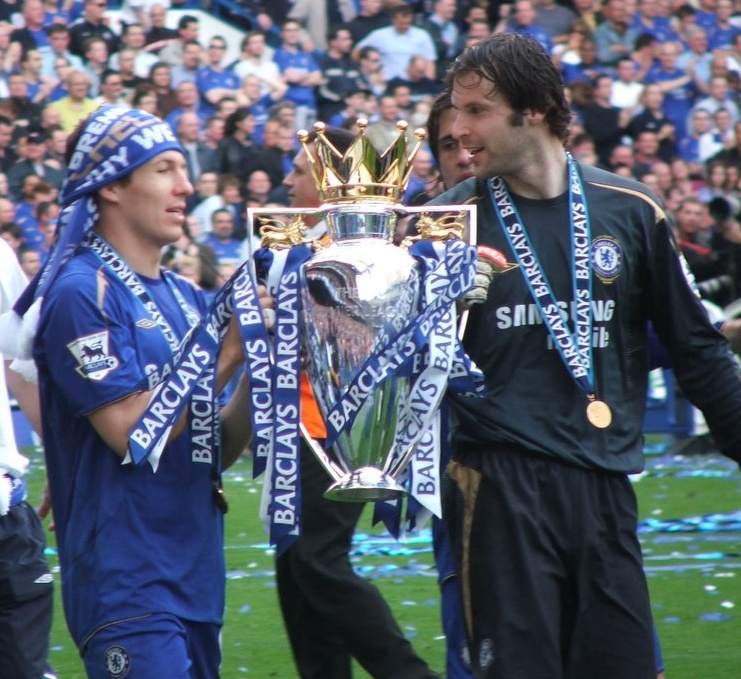
Čech và Arjen Robben ăn mừng chức vô địch Ngoại hạng Anh lần thứ hai của họ năm 2006.

### Câu lạc bộ

#### Chelsea
- Premier League: 2004–05, 2005–06, 2009–10, 2014–15
- FA Cup: 2006–07, 2008–09, 2009–10, 2011–12
- EFL Cup: 2004–05, 2006–07, 2014–15
- FA Community Shield: 2005, 2009
- UEFA Champions League: 2011–12, á quân 2007-08
- UEFA Europa League: 2012–13

#### Arsenal
- FA Cup: 2016–17
- FA Community Shield: 2015, 2017
- UEFA Europa League: á quân 2018–19

#### U21 Cộng hòa Séc
- Giải vô địch bóng đá U-21 châu Âu: 2002[43]

### Cá nhân
- Thủ môn xuất sắc nhất thế giới: 2005
- Thủ môn xuất sắc nhất châu Âu: 2005, 2007
- Thủ môn xuất sắc nhất UEFA Champions League: 2005, 2007
- Cầu thủ xuất sắc nhất trong tháng của Premier League: Tháng 3 năm 2007
- Cầu thủ Cộng hòa Séc xuất sắc nhất trong năm: 2005, 2006, 2007
- Găng tay vàng Barclays: 2005, 2010

## Kỷ lục
- Giữ sạch lưới trong 855 phút tại giải vô địch quốc gia Cộng hòa Séc.
- Giữ sạch lưới trong 1025 phút tại Premier League.
- 25 trận giữ sạch lưới tại Premier League 2004–05 cũng như chỉ để lọt lưới 15 bàn trong suốt mùa giải năm đó.